# Kaimi
Kaimi är en ort i Estland. Den ligger i Puhja kommun och landskapet Tartumaa, i den södra delen av landet, 150 km sydost om huvudstaden Tallinn. Kaimi ligger 65 meter över havet och antalet invånare är 109.
Terrängen runt Kaimi är platt. Runt Kaimi är det tätbefolkat, med 308 invånare per kvadratkilometer. Närmaste större samhälle är Tammelinn, 19,0 km öster om Kaimi. I omgivningarna runt Kaimi växer i huvudsak blandskog.